# Djeca ponoći
Djeca ponoći, roman britansko-indijskog književnika Salmana Rushdieja, prvi put objavljen 1981. Opsežna alegorijska priča o rođenju suvremene indijske nacije, s naglašenim elementima magijskog realizma, te elementima komičnog, tragičnog, nadrealnog i mitskog. Roman je proslavio autora u svjetskim razmjerima. Priča se kreće od Kašmira do Agre i Bombaya (danas Mumbai) pa sve do Lahorea i Dhake, i smještena je u kontekst stvarnih povijesnih događaja zbog prelaska Indije iz britanske kolonije u samostalnu naciju, te podjele Britanske Indije na indijski i pakistanski dominion. 
Roman je 1981. dobio Nagradu Booker i nagradu James Tait Black Memorial. Nagradu Najbolji Booker osvaja 1993. i 2008. Uvršten je na BBC-jevu listu najomiljenijih britanskih romana, i na Penguinovu listu istaknutih knjiga 20. stoljeća.

## Radnja
Roman je podijeljen u tri cjeline. Pripovjedač i glavni lik Saleem Sinai rađa se u istom trenutku kad Indija postaje nezavisna zemlja. Ima telepatske sposobnosti, kao i ostali iz skupine djece rođene na Dan neovisnosti Indije i Pakistana. Roman prati njihovu sudbinu kroz Saleemovo pripovijedanje, uz brojne reference na ljude te društvena i politička zbivanja toga vremena.  

## Vanjske poveznice
- Miljenko Jergović, Preporuke: Rushdie, Jergovic.com, Zagreb, 23. kolovoza 2010.